# Моленполдер
Моленполдер (нід. Molenpolder) — селище в нідерландській провінції Утрехт. Входить до муніципалітету Стіхтсе-Вехт.
Його площа становить 4,57 км², а населення станом на 2021 рік складало 930 осіб.